# Satz von Bichteler-Dellacherie
Der Satz von Bichteler-Dellacherie ist ein wichtiger Satz aus der stochastischen Analysis. Er charakterisiert die Semimartingale durch eine Zerlegung des Prozesses in ein lokales Martingal und einen Prozess mit endlicher Variation. Als Konsequenz daraus folgt, dass die Integration mit Semimartingalen als Integratoren existiert.
Der Satz wurde von Klaus R. Bichteler (1979/1981) und Claude Dellacherie (1980) unabhängig voneinander bewiesen. Für den Beweis benötigt man meistens die Doob-Meyer-Zerlegung, eine Verallgemeinerung der Doob-Zerlegung in stetiger Zeit.

## Satz von Bichteler-Dellacherie

### FV-Prozess
Ein Càdlàg-Prozess {\displaystyle X=(X_{t})_{t\geq 0}} ist ein Prozess endlicher Variation oder FV-Prozess (von englisch Finite-Variation), wenn fast alle Pfade von {\displaystyle X} auf jedem kompakten Intervall von {\displaystyle \mathbb {R} _{+}} eine endliche Variation besitzen.

### Formulierung
Ein adaptierter Càdlàg-Prozess {\displaystyle X=(X_{t})} ist genau dann ein Semimartingal (im Sinne der 1. Definition), wenn {\displaystyle X}
sich in
{\displaystyle X=M+A}
zerlegen lässt, wobei {\displaystyle M=(M_{t})} ein lokales Martingal und {\displaystyle A=(A_{t})} ein adaptierter FV-Prozess ist.